# George Carew, 1. Earl of Totnes

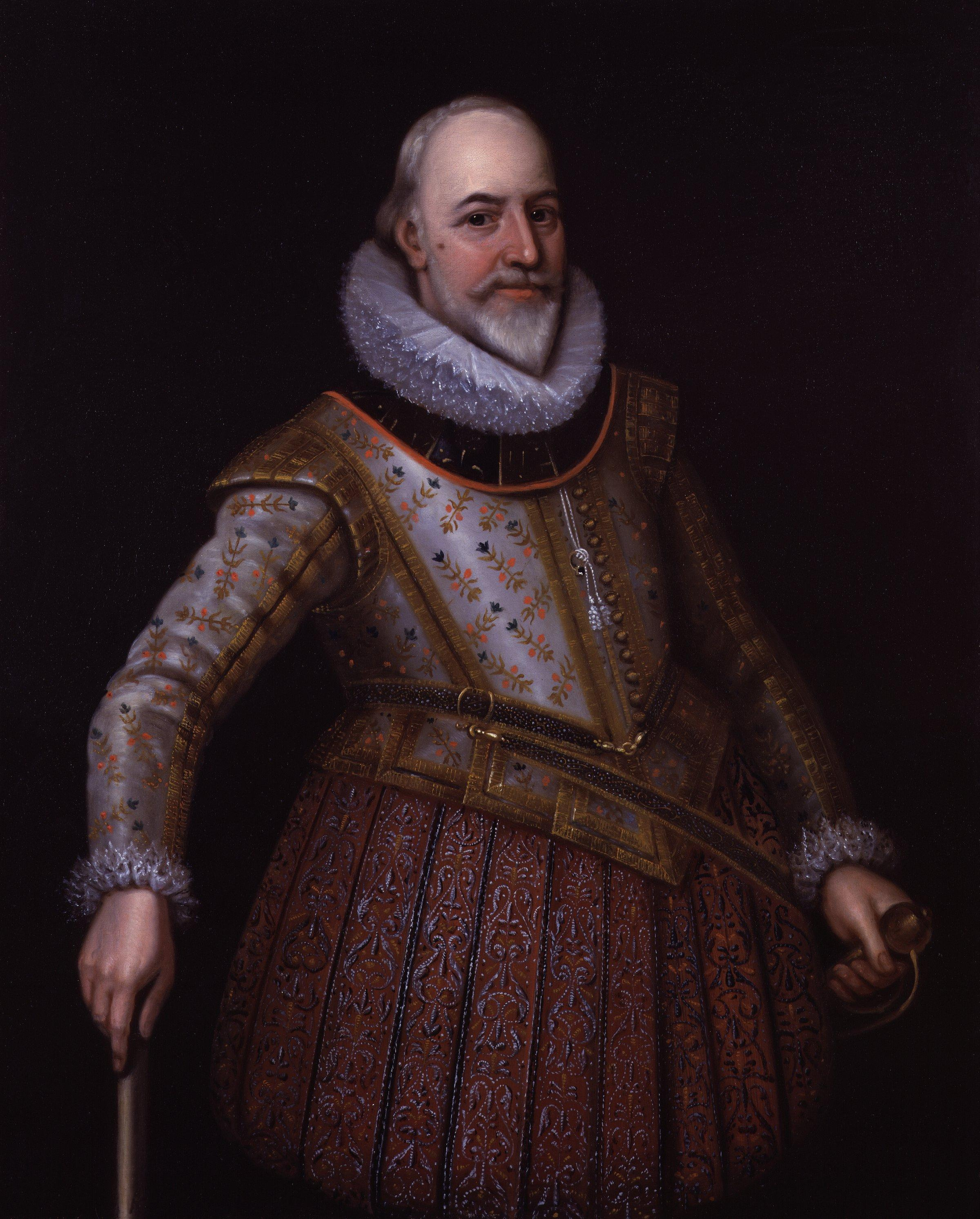
Sir George Carew, nach einem zwischen 1615 und 1620 entstandenen Ölgemälde

George Carew, 1. Earl of Totnes (* 29. Mai 1555; † 27. März 1629 in London) war ein englischer Adliger, Militär und Politiker.

## Herkunft
George Carew entstammte der Familie Carew, die bereits seit dem 14. Jahrhundert zur Gentry von Südwestengland gehörte. Er war der zweite Sohn seines gleichnamigen Vaters George Carew (1497/8–1583) aus dessen Ehe mit Anne Harvey († 1605). Sein Vater war Geistlicher, der zum Protestantismus übergetreten war und während der Herrschaft von Königin Maria der Katholischen seine Ämter verloren hatte. Erst 1571 wurde er wieder Dekan von Exeter. Sein älterer Bruder Peter Carew diente als Militär in Irland, wo es während der Desmond-Rebellionen zu Aufständen gegen die englische Herrschaft kam. Carew studierte von 1564 bis 1573 an der Broadgates Hall der Universität Oxford. 1574 brach Carew sein Studium ab, angeblich auf Wunsch seines Cousins Sir Peter Carew, der als Nachfahre der Carews Besitzrechte in Irland einforderte, die noch aus dem 12. Jahrhundert stammten. Am 17. September 1589 erhielt er nachträglich einen Abschluss als Master of Arts.

## Militär in Irland während der Desmond-Rebellionen
Carew diente in Irland zunächst im Gefolge von Peter Carew, der jedoch Ende 1575 starb. Carew wechselte nun als Freiwilliger in die Armee des Lord Deputy Sir Henry Sidney. 1576 wurde er zum stellvertretenden Gouverneur von County Carlow und zum Stellvertreter seines Bruders Peter Carew als Constable von Leighlinbridge Castle ernannt. 1577 verteidigte er dabei erfolgreich die Festung gegen einen Angriff von Rory Oge O’More. 1578 begleitete er als Kapitän eines Freibeuters Sir Humphrey Gilbert bei dessen gescheiterter Expedition nach Westindien, doch danach kehrte er 1579 nach Irland zurück, wo er bis 1580 als Hauptmann diente. Sein Bruder Peter fiel am 25. August 1580 in einem Gefecht in Glenmalure im County Wicklow, worauf George Carew dessen Posten als Kommandant von Leighlinbridge Castle übernahm, was er bis Juni 1602 blieb. Dazu wurde er 1586 Verwalter von Adare Castle. Durch den Tod seines Bruders entwickelte Carew einen lebenslangen Hass auf alle Iren. 1583 ermordete er in Dublin auf offener Straße Owen O’Nasy, den er für den Mörder seines Bruders hielt. Diese Bluttat brachte zwar die englische Verwaltung in Irland und auch das Privy Council in London in Verlegenheit, doch dennoch wurde Carew dafür nicht zur Verantwortung gezogen und blieb im Dienst der Regierung. 1583 wurde er Sheriff von County Carlow in Irland, während er im englischen Kent und Middlesex trotz seiner Abwesenheit wohl wegen seines Ansehens zum Friedensrichter ernannt wurde. 1583 wurde er Mitglied der Gentlemen Pensioner, was er bis 1603 blieb.

## Weiterer Aufstieg als Militär und Politiker

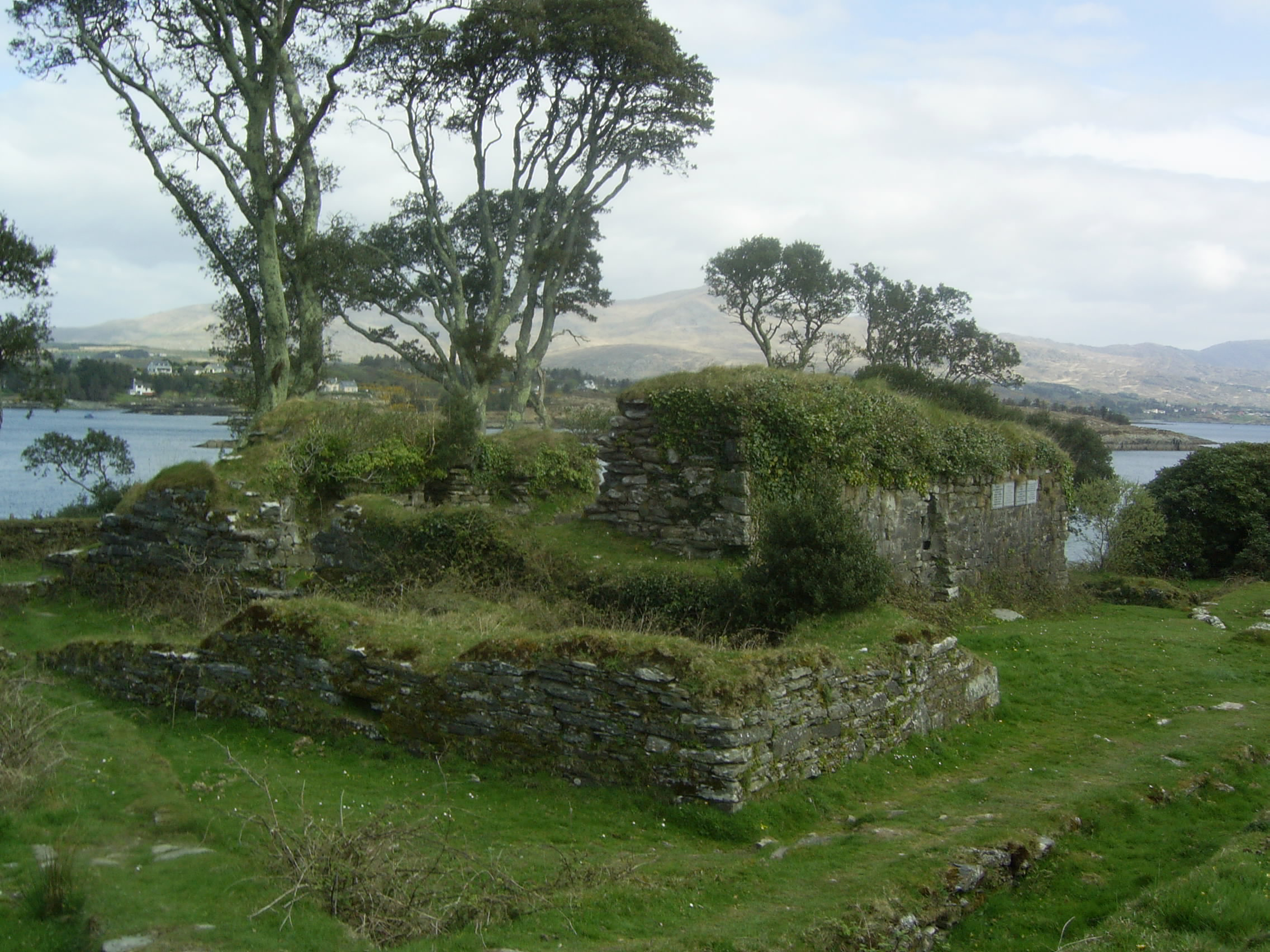
Nur noch wenige Reste sind von dem von Carew 1602 eroberten Dunboy Castle erhalten

In Irland schlug ihn am 24. Februar 1586 der Lord Deputy Sir John Perrot zum Knight Bachelor. 1586 reiste Carew nach London, wo er der Regierung über die Situation in Irland berichtete. Dabei machte er sowohl auf Königin Elisabeth I. wie auf den Staatssekretär Walsingham einen guten Eindruck, dazu gewann er die Freundschaft des einflussreichen William Cecil. Zurück in Irland, wurde er im Januar 1588 zum Master of the Ordnance für Irland ernannt. 1590 wurde er Mitglied des Privy Councils für Irland. Im August 1592 legte Carew sein Amt als Master of the Ordnance von Irland nieder, nachdem er durch die Fürsprache von Thomas Heneage und Walter Raleigh im Januar 1591 zum Lieutenant-General der Artillerie von England befördert worden war. Dazu wurde Friedensrichter von Devon. Während des Englisch-Spanischen Kriegs nahm er 1596 unter dem Kommando von Robert Devereux, 2. Earl of Essex am Überfall auf Cádiz teil. Danach wurde er verdächtigt, bei der Plünderung der Stadt 44.000 Dukaten erbeutet und unterschlagen zu haben. Carew beteuerte aber gegenüber Staatssekretär Robert Cecil zweimal seine Unschuld, so dass stattdessen weitere Mitglieder der Expedition verdächtigt wurden. 1597 nahm er an der Expedition gegen die Azoren teil, aber sein Schiff wurde in einem Sturm beschädigt, so dass er La Rochelle ansteuern und danach nach England zurückkehren musste.
Im November 1595 hatte Carew von der Krone das Gut von Hadlow in Kent sowie Teile des benachbarten Tonbridge erhalten, wodurch er jährliche Einkünfte von über £ 30 hatte. 1597 wurde er für das Borough Queensborough in Kent zum Abgeordneten für das englische House of Commons gewählt. Im House of Commons war er in vier Ausschüssen tätig. 1593 wollte er bereits bei einer Nachwahl im Borough Camelford kandidieren, die dann jedoch nicht stattfand. Bereits um 1586 war Carew als Botschafter für Frankreich und 1594 als Botschafter für Schottland vorgeschlagen worden, doch er hatte jeweils das Amt abgelehnt. Im Frühjahr 1598 begleitete er seinen Förderer Robert Cecil als Gesandten nach Frankreich.

## Lord President von Munster während des Neunjährigen Kriegs
Als der Earl of Essex den 1594 begonnenen Neunjährigen Krieg in Irland nicht gewinnen konnte, war die englische Herrschaft in Irland zunehmend bedroht. Am 27. Januar 1600 wurde Carew zum Lord President von Munster ernannt. Im März 1600 kehrte er nach Irland zurück. Durch geschickte Verhandlungen und rücksichtslosen militärischen Druck gelang es ihm, bis März 1601 die rebellischen Florence MacCarthy und James FitzGerald, 1. Earl of Desmond zu unterwerfen. Dabei arbeitete er eng mit dem Lord Deputy Charles Blount, 8. Baron Mountjoy zusammen. Als 1601 eine spanische Flotte unter Don Juan de Aguila in Kinsale im County Cork landete, unterstützte Carew Mountjoy bei der Belagerung der Invasoren. Im November 1601 sollte er Aodh Rua Ó Dónaill abfangen, bevor dieser seine Truppen mit denen von Aodh Mór Ó Néill, 2. Earl of Tyrone vereinen konnte. Ein plötzlicher Kälteeinbruch ermöglichte jedoch Ó Dónaill, über die Berge von Slieve Phelim zu ziehen und so Carew zu umgehen. Die Legende, nach der der Ire Brian MacHugh Oge MacMahon den Angriffsplan von Tyrone auf Montjoy bei Kinsale für eine Flasche Whiskey verraten hätte, wurde von den Historikern Gerard Hayes-McCoy und John Silke als falsch widerlegt. Nach dem Sieg der Engländer bei Kinsale im Dezember 1601 konnte Carew durch die Eroberung von Dunboy Castle im County Meath im Juni 1602 die Unterwerfung von Munster abschließen.
Als Lord President beschnitt Carew systematisch den politischen Einfluss und die Unabhängigkeit auch der von englischen Siedlern bewohnten Städte. Die Stadtbewohner standen wegen ihres katholischen Glaubens und wegen ihrer alten Privilegien generell bei ihm unter Verdacht, dass sie mit den rebellischen Iren sympathisieren würden. In Cork, Limerick und Waterford ließ er neue Befestigungen anlegen, während er Kinsale wegen der offensichtlichen Unterstützung der spanischen Invasoren gezielt bestrafte. Die Charter der Stadt wurde widerrufen und die Bürger wurden gezwungen, die zerstörte Burg wieder aufzubauen. Nachdem Carew so die englische Herrschaft in weiten Teilen Irlands gefestigt hatte, wollte er nach England zurückkehren. Die Erlaubnis erhielt er dazu im März 1603, doch erst am 4. Juni 1604 wurde Sir Henry Brouncker zu seinem Nachfolger als Lord President von Munster ernannt.

## Höfling und Politiker unter den Stuart-Königen
Als kurz nach seiner Rückkehr aus Irland Königin Elisabeth I. starb, reiste Carew unverzüglich nach Edinburgh und eskortierte Anna, die Frau des neuen Königs Jakob I., nach London. Er gewann rasch die Gunst des neuen Königs und wurde im Oktober 1603 zum stellvertretenden Kämmerer und Receiver-General des Haushalts der Königin ernannt. Am 9. Oktober 1604 wurde er dazu Mitglied des Rats der Königin, diese Ämter behielt er bis zum Tod Königin Annas 1619. Er griff nun die Ansprüche seines Cousins Peter Carew auf Ländereien seiner Vorfahren in Irland auf, und tatsächlich erhielt er zwischen Dezember 1603 und April 1604 zum Dank für seine Dienste mehrere Ländereien in Irland.
Nachdem er bei den Unterhauswahlen 1601 wegen seines Militärdienstes in Irland nicht kandidieren konnte, wurde er 1604 auf Veranlassung von Robert Cecil vom Earl of Northampton, der auch Lord Warden of the Cinque Ports war, als Kandidat für das Borough Hastings in Sussex nominiert und daraufhin von den Bürgern widerwillig gewählt. Als einer der wenigen Vertrauten des Königs war er im House of Commons aktiv, wobei nicht genau unterschieden werden kann, ob in den Sitzungsprotokollen er oder sein entfernter Verwandter George Carew, der ebenfalls Abgeordneter war, gemeint ist. Auf Veranlassung von Cecil wurde Carew am 4. Mai 1605 zum Baron Carew, of Clopton in the County of Warwick, erhoben. Damit wurde er Mitglied des englischen House of Lords und schied aus dem House of Commons aus. In England übernahm er wieder verschiedene Ämter. Am 27. Juni 1608 wurde er zum Master of the Ordnance von England befördert, was er bis zu seinem Tod blieb, dazu wurde er 1609 Verwalter des königlichen Nonsuch Palace in Surrey sowie Mitglied des Council of Virginia, der die Virginia Company beaufsichtigen sollte. Von Januar 1610 bis März 1621 war er Gouverneur von Guernsey. 1611 reiste er wieder nach Irland, um über die Entwicklung der Plantations in Ulster zu berichten. Um im Parliament of Ireland eine protestantische Mehrheit zu erreichen, schlug er die Gründung neuer Boroughs in Ulster vor. Sein Bericht enttäuschte jedoch Cecil, so dass er dessen Gunst verlor. Es gelang ihm jedoch rasch, nach Cecils Tod 1612 die Gunst des neuen königlichen Favoriten Sir George Villiers zu gewinnen. Am 20. Juli 1616 wurde er Mitglied des Privy Council.

## Tätigkeit als Antiquar
Carew gehörte zu den Freunden des zum Tod verurteilten Sir Walter Raleigh, weshalb er 1603 kurzzeitig einer Verschwörung verdächtigt wurde. Vergeblich setzte er sich für dessen Begnadigung ein. Zu seinen weiteren Freunden gehörten die Antiquare William Camden, Sir Robert Cotton und Sir Thomas Bodley. Trotz seines Hasses auf die Iren hatte er großes Interesse an der irischen Geschichte und bewahrte zeitgenössische Dokumente auf, dazu erwarb er ältere. Aus diesen Papieren erstellte er Stammbäume irischer Familien und verfasste umfangreiche Aufzeichnungen, die er jedoch nicht veröffentlichte. Seine Bücher und Schriften hinterließ er Sir Thomas Stafford, der vermutlich sein unehelicher Sohn war. Stafford nutzte die Dokumente von Carew, um mit Pacata Hibernia einen umfangreichen Bericht des Neunjährigen Kriegs zu verfassen, den er 1633 veröffentlichte. Heute befinden sich die meisten Schriften von Carew in der Bibliothek des Lambeth Palace in London.

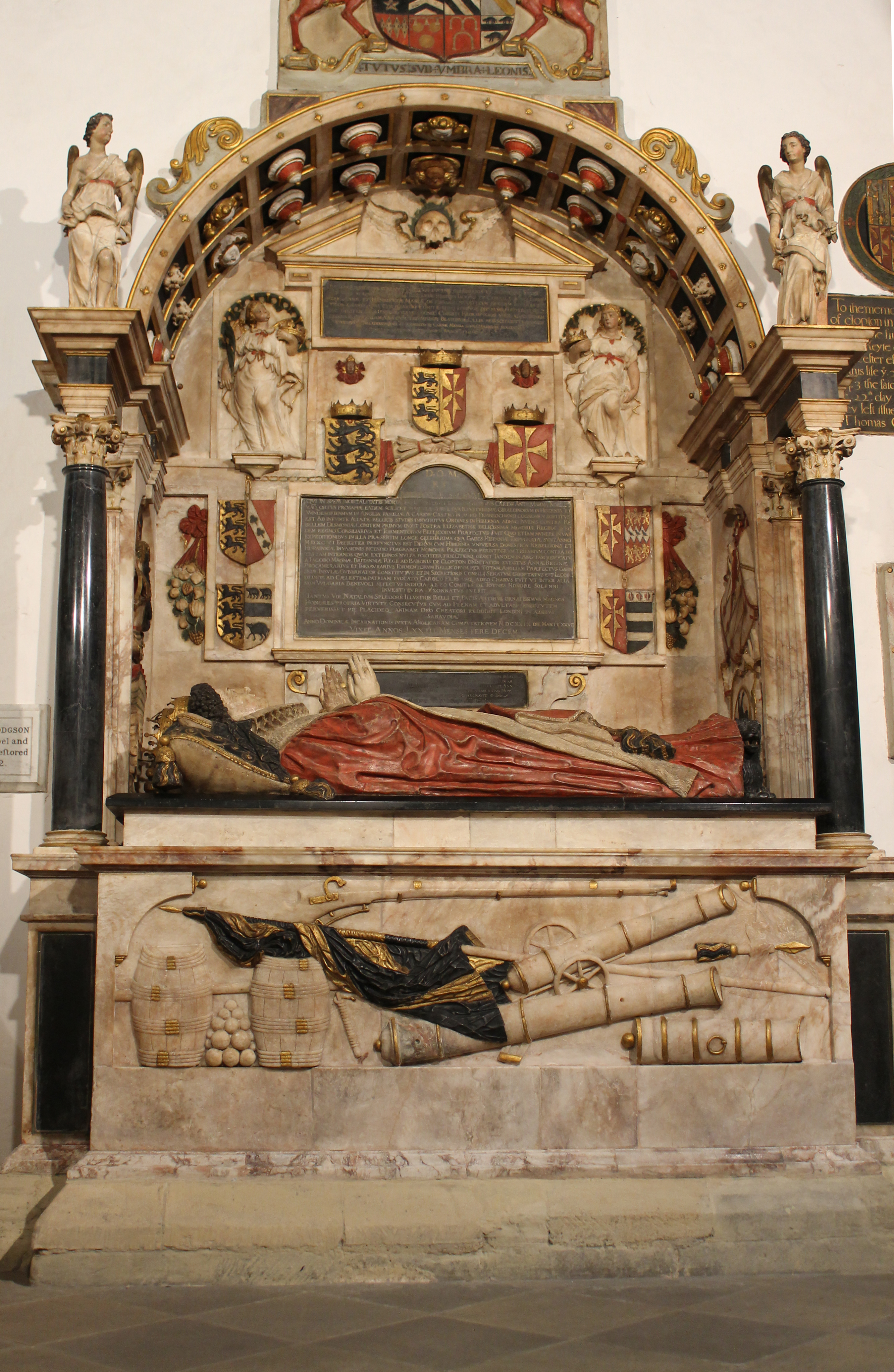
Grabdenkmal von Carew und seiner Frau in der Kirche von Stratford-upon-Avon

## Letzte Jahre und Tod
Carew war ein alter kranker Mann, doch dennoch sollte er 1624 zusammen mit Sir Arthur Chichester, 1. Baron Chichester und Oliver St. John, 1. Viscount Grandison erneut beauftragt, die Plantations in Ulster zu überprüfen. Am 20. Juli 1624 wurde er zum Mitglied des Kriegsrats berufen, um die Rückgewinnung der im Dreißigjährigen Krieg verlorenen Kurpfalz für Kurfürst Friedrich V., den Schwiegersohn des Königs zu planen. Der neue König Karl I. berief ihn am 29. April 1625 in das King’s Council in the North. 1626 wurde Carew Schatzmeister und Receiver-General der Königin Henrietta Maria, und am 7. Februar 1626 wurde Carew zum Earl of Totnes erhoben. Wegen seiner Freundschaft mit dem unbeliebten königlichen Günstling George Villiers, der inzwischen zum Duke of Buckingham erhoben worden war, wurden auch gegen Carew Vorwürfe vorgebracht. Als Mitglied des Kriegsrats sollte er sich deshalb wegen der Kosten des Krieges vor dem House of Commons verantworten, doch er entschuldigte sich wegen seines Alters, wegen einer Lähmung und wegen anderer Gebrechen.

## Heirat und Erbe
Carew hatte am 31. Mai 1580 Joyce Clopton (1562–1637), die älteste Tochter von William Clopton (1538–1592), geheiratet. Als eine Coerbin ihres Vaters erbte sie den Familiensitz Clopton House bei Stratford-upon-Avon in Warwickshire, nach dem Carews Baronstitel seine territoriale Widmung erhielt. Mit ihr hatte er einen Sohn, der jedoch kinderlos vor seinem Vater starb. Nach seinem Tod wurde Carew am 2. Mai 1629 in der Holy Trinity Church von Stratford-upon-Avon beigesetzt, wo für ihn und seine Frau ein prächtiges Grabdenkmal errichtet wurde. Sein beträchtliches Vermögen, sein Haus am Savoy und weitere Wohnhäuser in Holborn in London vermachte er seiner Frau. Nach deren Tod erbte Anne, die einzige Tochter seines Bruders Peter, die Besitzungen. Clopton House und der Grundbesitz der Familie Clopton in Warwickshire fielen an einen Neffen seiner Frau. Seinem mutmaßlichen unehelichen Sohn Thomas Stafford vermachte er auch seinen Besitz bei Woodgrange in Essex sowie Ländereien in Devon und Cornwall.